# Rapport Abraham Flexner
Pour les articles homonymes, voir Flexner (homonymie).

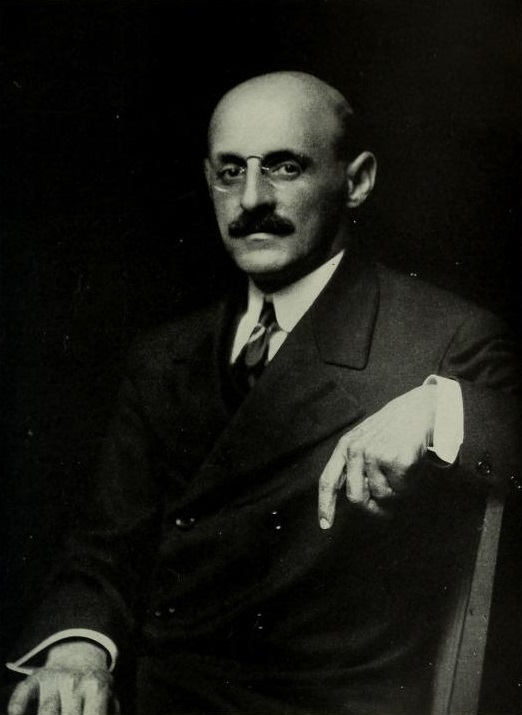

Le Rapport Flexner fut un évènement important dans l’histoire de la médecine américaine et canadienne. Il s’agit d’une étude sur les conditions de l’enseignement médical au début des années 1900 qui donna naissance à l’enseignement médical moderne.

## Précis
Abraham Flexner (1866-1959) n’est pas médecin mais enseignant et principal de collège (à ne pas confondre avec le collège en France) durant 19 ans à Louisville, Kentucky. Flexner enseigne ensuite à Harvard, à l’Université de Berlin puis rejoint le personnel de la Fondation Carnegie pour la promotion de l'enseignement.
Pour l’Institut Carnegie, Flexner étudie la question de l'enseignement médical et rédige un rapport publié en 1910 intitulé  «Éducation médicale aux É.-U. et au Canada ». connu aujourd'hui sous le nom de « Rapport Flexner ».
Il conclut après une longue enquête que 98 % des facultés de médecine américaines sont très loin d'être conformes aux normes des facultés européennes : la plupart des médecins américains, en dehors des immigrants déjà formés en Europe, sont formés de façon très aléatoire dans des conditions approximatives, ce qui ne les empêche pas de se prétendre « docteur en médecine ».
Beaucoup de « médecins » sont à l'origine des soignants baptisés infirmiers qui ont fait leur expérience sur le terrain de la guerre civile américaine (1862-1865) en étant parfois formés sommairement par des médecins ayant eux-mêmes reçu leur formation auparavant en Europe avant d'immigrer aux États-Unis. Le pays ayant un grand besoin de développement, notamment avec la conquête de l'Ouest, les autorités sont peu regardantes sur la compétence de ces praticiens.
Aussi, la plupart des médecins « post-civil war » sont en fait des praticiens éduqués par d'autres médecins en cabinet privé. Le rapport Flexner fait même état de certains cas scabreux d'enseignement de la médecine dans des conditions déplorables et non-scientifiques.
Après ce rapport, la plupart des écoles de médecine sont fermées et une réorganisation sérieuse mise en place une norme et un enseignement rigoureux de haut niveau. Toutes les écoles de santé qui perdurent par la suite (pour les médecins, dentistes, chiropraticiens, ostéopathes, infirmiers, etc.) se doivent d'être conformes à la nouvelle norme.
Flexner réalise d’autres études significatives sur l’éducation incluant une comparaison des universités Américaines, Anglaises et Allemandes. Il fonde l’Institut des Études Avancées à Princeton en 1930 et sert là bas en tant que premier directeur (Albert Einstein rejoignant cet institut en 1933).